# 1570 Brunonia
Brunonia (asteróide 1570) é um asteróide da cintura principal, a 2,6742327 UA. Possui uma excentricidade de 0,0595559 e um período orbital de 1 751,42 dias (4,8 anos).
Brunonia tem uma velocidade orbital média de 17,66280305 km/s e uma inclinação de 1,6603º.
Esse asteróide foi descoberto em 9 de Outubro de 1948 por Sylvain Arend.